# Gärdhems kyrka
Gärdhems kyrka ligger sju kilometer söder om Trollhättan. Den tillhör Gärdhems församling i Skara stift.

## Kyrkobyggnaden
Kyrkan började uppföras 1877 av byggmästaren Pehr Thorssén efter ritningar av hovarkitekten Fredrik Wilhelm Scholander och invigdes den 10 augusti 1879. Gärdhems gamla 1100-talskyrka, 1 km norr om den nya, lämnades och återstår som ruin. Ursprungligen var kyrkan vitputsad men putsen avlägsnades 1909. Interiören är tidstypisk med synliga takstolar och en till stor del bevarad inredning i nygotisk stil.

## Inventarier
Från den gamla kyrkan medföljde:

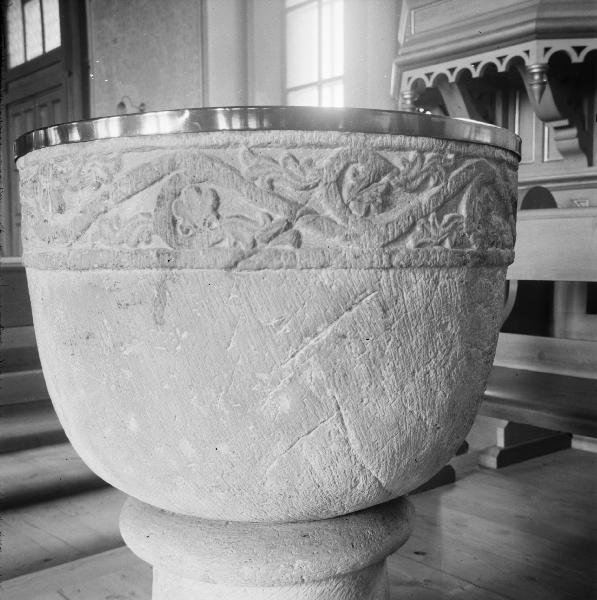
Dopfunten.

- Dopfunten i kalksten från 1200-talet
- Den gamla predikstolen från 1695
- Altaruppsatsen är utförd på 1950-talet av konstnären Arvid Bryth.

### Klockor
Kyrkan har två senmedeltida klockor.
- Mellanklockan är av en primitiv typ med ett tomt skriftband. På slagringen finns tre grova bokstäver av oviss betydelse: p c t.
- Lillklockan har en bättre utformning och ett likaledes tomt skriftband.[1]

### Orgel
Orgeln, placerad på läktaren i väster, tillverkades 1948 av A. Magnusson Orgelbyggeri AB och har 22 stämmor fördelade på två manualer och pedal. Den stumma fasaden härstammar troligen från 1879 års orgel, liksom visst pipmaterial som ingår i den nya.